# Camp Armadillo
Camp Armadillo (Originaltitel Armadillo) ist ein dänischer Dokumentarfilm aus dem Jahr 2010. Das Team um den dänischen Regisseur Janus Metz Pedersen begleitete dänische Soldaten bei ihren Erfahrungen in der Provinz Helmand während des Afghanistankriegs. Dieser erfolgte unter dem Kommando von ISAF als Einsatz der Dänischen Streitkräfte in Afghanistan. Die Aufnahmen auf und in der Umgebung des Vorpostens Armadillo in der Nähe von Gereshk wurden mit der Helmkamera gedreht und zeigen so die Erlebnisse und Gefühle der Soldaten hautnah.

## Handlung
Der Film beginnt mit dem letzten Tag der Soldaten in Dänemark: Den emotionalen Momenten bei der Verabschiedung von Freunden und Verwandten und den Besuch in einem Stripclub.
Dann brechen sie nach Armadillo auf. Der Film zeigt Patrouillengänge der Soldaten. Sie verteilen Süßigkeiten und Geschenke an die afghanischen Kinder und befragen die Zivilbevölkerung nach den Taliban. Der Alltag der Soldaten ist von Langeweile beherrscht. Telefongespräche nachhause, gewalttätige Computerspiele und Pornovideos bestimmen die Freizeitgestaltung.
Später wird der Film Zeuge einer bewaffneten Auseinandersetzung mit Taliban. Ein dänischer Kommandeur wird Opfer einer Bombe, die am Straßenrand angebracht worden war. Er wird verletzt und muss behandelt werden. Weiterhin wird ein Feuergefecht gezeigt, bei dem fünf Taliban getötet und einige verwundet werden.
Zwei Dänen bekommen Medaillen und einige dürfen nach sechs Monaten nach Dänemark zurückkehren.

## Kritiken
„Camp Armadillo sieht aus wie ein Arthouse-tauglicher Actionfilm, mit genreüblichem Personal und Erzählmustern. Es gibt den Naiven, der sich im Kampf bewähren muss, denn Krieg ist Initiationsritual. Es gibt den souveränen, kumpeligen Befehlshaber, die Entgrenzung durch den Adrenalinschub des Gefechts, die Zweifel, die mit coolen Sprüchen beiseite gewischt werden. Die Leichen aber sind echt.“

„Gerade in der Darstellung von eigentlich Unbegreiflichem, vermögen der spielfilmhafte Kameraeinsatz und die digitale Nachbearbeitung durch einzelne Akzente den Horror Armadillos greifbar zu machen. Sie sind ein technischer Kommentar des Filmemachers. Durch seine Künstlichkeit erinnert der Film den Zuschauer daran, dass er eine Welt sieht, von der er eigentlich nichts weiß.“

## Auszeichnungen
- 2010: Grand Prix de la Semaine de la Critique bei den Filmfestspielen in Cannes 2010
- 2010: Preis für den besten internationalen Dokumentarfilm beim Zurich Film Festival
- 2010: Nominierung für den Prix ARTE beim Europäischen Filmpreis 2010 in Tallinn, Estland. Siehe auch Europäischer Filmpreis/Bester Dokumentarfilm.

## Deutsche Produktion
Die deutsche Fassung wurde von TV+Synchron Berlin produziert.

## Fernsehen
Der Film wurde am 5. Dezember 2012 vom deutsch-französischen Fernsehsender arte ausgestrahlt.

## DVD
- Janus Metz: Camp Armadillo, Dänisch/Deutsch, 101 min., Ascot Elite[3]